# 鵜崎多一
鵜崎 多一（うざき たいち、1905年3月4日 - 1971年9月11日）は日本の政治家。福岡県知事（公選）を2期8年務めた。

## 来歴・人物
1905年、京都市出身。学校法人鎮西学院院長などを務めた宗教家鵜崎庚五郎の四男として生まれ、鎮西中学校、第二高等学校理科甲類を経て1928年に東京大学農学部農経科卒業。卒業後、農林省に入省し、福島県農地部長や福岡地方経済安定局調整部長、福岡県知事室長などを歴任した。
1959年4月に行われた福岡県知事選に出馬し当選。当時、全国で唯一の社会党公認知事として、日本のエネルギー政策の転換期において産炭地域であった福岡県が直面した問題に取り組んだ。炭鉱閉鎖による失業者救済のための黒い羽募金運動の提唱、産炭地の振興、労働者や住民の福祉の確保などに取り組んだが、3選を目指した1967年の選挙で亀井光に4,000票差で敗れた。また1961年には日中友好協会訪中地方自治友好代表団長として中国を訪問するなど日中友好運動にも尽力した。1971年9月11日、癌性腹膜炎のため66歳で逝去。